# Rudolf Stöger-Steiner von Steinstätten
Rudolf Stöger-Steiner Freiherr von Steinstätten, (ursprungligen Rudolf Stöger) född 26 april 1861 i Pernegg an der Mur, död 12 maj 1921 i Graz, var en österrikisk friherre och generalöverste i den österrikisk-ungerska armén under första världskriget. Stöger-Steiner gick med i militären 1878 och steg därefter snabbt i graderna. 1917 upphöjdes han till krigsminister och blev således den siste att inneha titeln före dubbelmonarkins upplösning. Efter krigsslutet tvångspensionerades Stöger-Steiner av den nya österrikiska regeringen och slog sig ned i Graz där han senare avled.